# Versicorpus erongoensis
Versicorpus erongoensis là một loài bọ cánh cứng trong họ Scarabaeidae. Chúng thuộc chi đơn loài Versicorpus và loài đặc hữu của vùng núi Mount Erongo (Namibia).